# 474 Prudentia
A 474 Prudentia (ideiglenes jelöléssel 1901 GD) a Naprendszer kisbolygóövében található aszteroida. Maximilian Franz Joseph Cornelius Wolf fedezte fel 1901. február 13-án.